# 2020 en Bolivie
Chronologie de la Bolivie
- 2016
- 2017
- 2018
- 2019
- 2020
- 2021
- 2022
- 2023
- 2024

Cet article présente les faits marquants de l’année 2020 du calendrier grégorien en Bolivie.

## Événements
- 20 mai : le ministre de la santé, Marcelo Navajas, est arrêté à La Paz par la Force spéciale de lutte contre le crime, soupçonné de corruption après l'achat à un tarif surévalué de 179 respirateurs dédiés aux malades du Covid-19[1].
- 18 octobre : élections générales, Les sondages de sortie des urnes donnent Luis Arce élu dès le premier tour, une victoire reconnue le soir même par la présidente sortante, qui lui adresse ses félicitations.
- 5 novembre : manifestations et de blocages de route dans tout le pays à l'appel du groupe d'extrême-droite Comité Cívico, qui conteste les résultats des élections gagnées par la gauche ; le QG de campagne à La Paz du président socialiste récemment élu Luis Arce est visé par un attentat à la dynamite alors qu'il y rencontrait le chef du parti majoritaire de gauche MAS Sebastián Michel, la tentative d'assassinat ne fait pas de blessé[2],[3].

## Crédit d'auteur interne
- Cet article est partiellement ou en totalité issu de l'article intitulé « 2020 par pays en Amérique » (voir la liste des auteurs).